# Flughafen Kolkata

i8
i11
i13
Der Flughafen Kolkata (englisch Calcutta International Airport, auch Netaji Subhash Chandra Bose International Airport, bengalisch নেতাজি সুভাষচন্দ্র বসু আন্তর্জাতিক বিমানবন্দর) ist ein internationaler Flughafen in der Millionenstadt Kolkata (ehemals Calcutta), der Hauptstadt des nordostindischen Bundesstaates Westbengalen. Er ist der fünftgrößte Flughafen des Landes nach Mumbai, Delhi, Bangalore und Chennai. 

## Betrieb
Ursprünglich war der Zivilflughafen als Dum Dum International Airport bekannt, er wurde jedoch Anfang 1995 zu Ehren des bengalischen Politikers Subhash Chandra Bose umbenannt, dem früheren Bürgermeister von Kalkutta.
Der Flughafen ist ein wichtiges Zentrum für Flüge nach Nordostindien, Bangladesch, Bhutan, China und Südostasien. In den Jahren 2014 und 2015 erhielt der Flughafen Kalkutta den vom Airport Council International verliehenen Titel Best Improved Airport in der Region Asien-Pazifik.
Heute starten hier außer wenigen internationalen Verbindungen hauptsächlich Inlandsflüge. Es gibt zwei parallele Landebahnen, von denen nur eine permanent für Starts und Landungen genutzt wird. Der Flughafen besteht aus drei Terminals: National, International und Fracht.
Im Jahr 2000 wurde der Flughafen renoviert und gehört daher zu den derzeit bestausgestatteten Indiens. Er ist an die Kolkataer Metrolinie angeschlossen.

## Geschichte
Der Flughafen Kalkutta diente viele Jahre lang als Zwischenstopp auf der Flugroute von Europa nach Indochina und Australien. Viele bahnbrechende Flüge führten über den Flughafen, darunter den von Amelia Earhart im Jahr 1937.
Im Jahr 1924 begann KLM mit geplanten Stationen in Kalkutta im Rahmen der Strecke Amsterdam – Batavia (Jakarta). Im selben Jahr landete ein Flugzeug der Royal Air Force in Kalkutta als Teil der ersten Expedition einer Luftwaffe um die Welt.
Der Flughafen begann als Freigelände neben der Königlichen Artillerie in Dum Dum. Sir Stanley Jackson, Gouverneur von Bengalen, eröffnete im Februar 1929 den Bengal Flying Club am Flugplatz Kalkutta. Ein Jahr später wurde der Flugplatz für die ganzjährige Nutzung vorbereitet; daraufhin begannen auch andere Fluggesellschaften, den Flughafen zu nutzen. Air Orient begann mit planmäßigen Zwischenstopps im Rahmen einer Strecke Paris-Saigon, und Imperial Airways begann 1933 mit Flügen von London nach Australien über Kalkutta.
Der Flughafen spielte im Zweiten Weltkrieg eine wichtige Rolle. Im Jahr 1942 flog die 7th Bombardment Group der United States Army Air Forces B-24 Liberator Bomber vom Flughafen auf Kampfeinsätzen über Burma. Der Flugplatz wurde als Frachtflughafen für das Air Transport Command und als Kommunikationszentrum für die Zehnte Luftwaffe genutzt.
Nach dem Zweiten Weltkrieg wuchs der Personenverkehr stetig. Kalkutta wurde zum Zielort des weltweit ersten Passagierflugzeugs mit Strahlantrieb, der de Havilland Comet, auf einer Strecke der British Overseas Airways Corporation (BOAC) nach London. Darüber hinaus führte Indian Airlines im Jahr 1964 den ersten indischen Inlandsjetdienst mit Caravelle-Jets auf der Strecke Kalkutta-Delhi ein.
Zwischen den 1940er und 1960er Jahren wurde der Flughafen von mehreren großen Fluggesellschaften bedient, darunter Aeroflot, Air France, Alitalia, Cathay Pacific, Japan Airlines, Philippine Airlines, KLM, Pan Am, Lufthansa, Swissair und SAS, damit zählte er zu den geschäftigsten Flughäfen Asiens.
Aufgrund der Einführung von Langstreckenflugzeugen und des schlechten politischen Klimas in Kalkutta in den 1960er Jahren stellten mehrere Fluggesellschaften ihre Verbindungen zum Flughafen ein. Der Befreiungskrieg von 1971 in Bangladesch führte zu einem starken Anstieg der Flüchtlinge und Krankheiten in Kalkutta, was dazu führte, dass mehr Fluggesellschaften ihre Flüge in die Stadt einstellten. 1975 eröffnete der Flughafen das erste eigene Frachtterminal in Indien.
In den 90er Jahren erlebte der Flughafen Kalkutta ein neues Wachstum, als in der indischen Luftfahrtindustrie neue Fluggesellschaften wie Jet Airways und Air Sahara gegründet wurden. Ein neuer Inlandsterminal wurde 1995 eröffnet, und der Flughafen wurde zu Ehren von Netaji Subhas Chandra Bose umbenannt. Im Jahr 2000 wurde eine neue internationale Ankunftshalle eröffnet.
Im Jahr 2013 wurde ein neues „Integrated Terminal“ (lokal auch T2 benannt) eröffnet. Damit schlossen die alten Terminals des Flughafens. Ab 2013 wird nur das neue Terminal benutzt. Die Empfangsbereiche 1 bis 3 werden für lokale Ziele benutzt. Die Bereiche 4 und 5 werden für internationale Ziele benutzt.
Der Flughafen arbeitet daran, die alten Terminals zu renovieren und bald wieder zu öffnen. Zusätzlich gibt es auch Pläne für ein neues Terminal und einen ATC-Turm.

## Zwischenfälle
- Am 22. September 1943 stürzte eine Douglas DC-3/C-53 der United States Army Air Forces (USAAF) (Luftfahrzeugkennzeichen 42-6471) nach dem Start 1,2 Kilometer nördlich des Flughafens Calcutta-Dum Dum (Britisch-Indien) ab und brannte aus. Alle 20 Insassen kamen ums Leben.[2]

- Am 20. Oktober 1946 kam es bei einer Avro York C.1 der Royal Air Force (MW208) beim Start vom Flughafen Kalkutta-Dum Dum zu einem Ausfall des Triebwerks Nr. 2. Die Maschine konnte nicht mehr steigen und stürzte ab. Von den 15 Insassen kamen 3 Passagiere ums Leben.[3]

- Am 20. November 1950 stürzte ein Frachtflugzeug des Typs Handley Page Halifax der britischen Eagle Aviation (G-AIAP) nach dem Start vom Flughafen Dum Dum ab. Zwei der sechs Besatzungsmitglieder kamen ums Leben.[4][5]

- Am 2. Mai 1953 zerbrach sechs Minuten nach dem Start vom Flughafen Kalkutta eine De Havilland Comet 1 (G-ALYV) der BOAC im Steigflug während eines starken Monsunregens 32 Kilometer nordwestlich des Startflughafens. Alle 43 Personen an Bord starben.[6][7] Der Totalverlust der G-ALYV wurde mit schlechten Wetterverhältnissen erklärt.

- Am 25. Juli 1953 geriet am Flughafen Kalkutta eine De Havilland Comet 1 der BOAC (G-ALYR) beim Rollen auf unbefestigten Boden, wobei das rechte Fahrgestell nach oben durch den Flügel gedrückt wurde, was zum Totalschaden führte. Auslöser war eine Fehlkonstruktion der Scheinwerfer der Comet. Die Schalter für rechten und linken Landescheinwerfer mussten abwechselnd ein- und ausgeschaltet werden, um das Schmelzen der Lampen zu verhindern. Die Schalter lagen hinter dem Sitz des Kapitäns, der zum Betätigen das Bugradsteuer loslassen musste. Alle 42 Personen an Bord blieben unverletzt.[8]

- Am 1. September 1957 wurde eine Douglas DC-3/C-47A-25-DK der Indian Airlines (VT-AUA) beim Rollen auf dem Flughafen Kalkutta-Dum Dum (Indien) durch eine Handley Page Hermes IVA der britischen Airwork Services (G-AKFP) gerammt, deren Kapitän auf der falschen Landebahn landen wollte. Er hatte die Lautstärke seines Funkempfängers ausgeschaltet, weil er nach Sicht landen wollte. Dadurch zerstörte er die DC-3 und tötete alle ihre 4 Besatzungsmitglieder, die einzigen Insassen auf dem Frachtflug. Alle 64 Insassen der Hermes, sechs Besatzungsmitglieder und 58 Passagiere, überlebten den Unfall. Die Hermes wurde irreparabel beschädigt (siehe auch Flugzeugkollision am Flughafen Kalkutta 1957).[9][10]

- Am 26. August 1961 wurde eine Douglas DC-3/C-47A-80-DL der Indian Airlines (VT-AXA) beim Start auf dem Flughafen Kalkutta-Dum Dum bei einer zu niedrigen Geschwindigkeit abgehoben und stürzte unmittelbar danach ab. Alle drei Besatzungsmitglieder, die einzigen Insassen auf dem Frachtflug, überlebten den Unfall.[11]

- Am 3. Mai 1962 wurde eine Douglas DC-4/C-54A-15-DC der Indian Airlines (VT-CZT) auf dem Flughafen Calcutta bei einem Hangarbrand irreparabel beschädigt. Über Personenschäden ist nichts bekannt.[12]

- Am 12. Juni 1968 wurde eine Boeing 707-321C der Pan American World Airways (N798PA) auf dem Flughafen Kalkutta bei schlechter Sicht etwa einen Kilometer vor der Landebahnschwelle in den Boden geflogen (CFIT, Controlled flight into terrain). Bei dem Unfall wurden 6 der 63 Insassen getötet.[13]